# Érika
Érika Cristiano dos Santos, mer känd som endast Érika, född 4 februari 1988 i São Paulo), är en brasiliansk fotbollsspelare som spelar som försvarare för Paris Saint-Germain och det brasilianska landslaget.
Innan hon draftades av FC Gold Pride i WPS-draften 2008 spelade hon för Santos FC. Trots att hon spelade sju matcher för FC Gold Pride ansågs Érika som en överskottsspelare och tränaren Albertin Montoya sålde henne tillbaka till Santos redan efter en säsong. Sedan år 2015 spelar hon för Paris Saint-Germain.
Érika har representerat Brasilien på både U-20- och A-lagsnivå. Hon var uttagen i den trupp som representerade Brasilien i de Olympiska sommarspelen i Rio de Janeiro år 2016.